# مكرونة كانتون
مكرونة كانتون بالأنجليزية: (Canton Pasta) مكرونة كانتون هي تعد من أشهر الأكلات الشعبية الصينية وتكون تحضيرها كواجبة سريعة الطعام وطريقة إعداد طبق كانتون مع الخضار وقطع من اللحم أو قطع من الدجاج والتى يفضلونها الصغار والكبار بتناولها.

## مكونات تحضيرها
١ـ نصف كيس من مكرونة السباغيتي.
٢ـ بصلة مقطعة شرائح.
٣ـ جزرة مقطعة شرائح.
٤ـ حبة من الفلفل الاخضر المقطع شرائح.
٥ـ نصف كوب من الماء مذاب فيه ملعقه صغيرة نشا.

## أقرا أيضا
النرجسكو